# Maria Pascual Flaquer
Maria Pascual Flaquer (Capdepera, Baleares, 1914 – Porreras, Baleares, 5 de enero de 1937) fue una dirigente comunista española. Fue fusilada junto a otras mujeres el 5 de enero de 1937, conocidas como las Roges des Molinar.

## Trayectoria
Nació en Capdepera, sus padres eran Catalina Flaquer y Rafael Pascual. Se crio en la barriada del Molinar de Palma, donde su madre se había trasladado con sus hijas al separarse de su esposo.
Desde joven empezó a participar en las actividades sociales y culturales de su barrio y a escribir artículos en Nuestra Palabra, el órgano del Partido Comunista de Baleares. Con la madre y su hermana Antònia eran conocidas como las Roges des Molinar. En 1931 ellas y Aurora Picornell impulsaron la formación de un “Grupo Femenino” haciendo un llamamiento a las mujeres trabajadoras para luchar por sus derechos sociales y políticos.
Era modista y trabajaba para la tienda de confección San Antonio en la plaza de Coll de Palma. Estaba casada con Josep Julià, dirigente de las Juventudes Comunistas, con quien tuvo una hija, Natalia.
Después de la Revolución de octubre de 1934 y de la huelga general convocada en Palma, fue encarcelada con otras dos mujeres comunistas, Antònia Pascual y Antonia Miguel Balaguer, por haber protestado contra la detención de sus compañeros. Posteriormente participó en la “Masa Coral Antifascista”, creada por el Socorro Rojo Internacional con el fin de organizar actos para la recaudación de ayudas por los presos, represaliados y sus familias.
Participó activamente en manifestaciones, como la que se celebró en Palma en marzo para pedir la repetición de las elecciones en Baleares, y en mítines antifascistas como el de Manacor del 8 de marzo. Intervino en los actos de unificación de las Juventudes Socialistas y Comunistas como representante de la Secretaría de la Mujer del Partido Comunista.
Tras el golpe de Estado de julio de 1936 se escondió en una fábrica de curtidos que había en su mismo barrio. Los falangistas utilizaron a su hija de tres años para encontrar el escondite y encarcelarla. La encerraron en la cárcel de mujeres de la calle de Can Sales donde ya estaban la madre, Aurora Picornell y otras compañeras. También su marido había sido detenido.
La noche del 5 de enero de 1937, fue “sacada” de la cárcel con su madre, su hermana Antonia, Aurora Picornell y Belarmina González Ramírez, las pusieron en libertad pero en la puerta de la cárcel las esperaban unos falangistas. Se cree que las cinco fueron asesinadas esa misma noche en La Cruz de Porreras.